# Maschera di Ferro
La Maschera di Ferro (... – Parigi, 19 novembre 1703) fu un individuo la cui identità non è mai stata realmente accertata e del quale vi sono notizie storiche che dicono che fosse un prigioniero durante il regno di Luigi XIV di Francia.
Fra gli autori che si interessarono al suo caso vi furono Voltaire ne Il secolo di Luigi XIV e soprattutto Alexandre Dumas padre, che ne fece un personaggio nel romanzo Il visconte di Bragelonne, ipotizzando fantasiosamente fosse un gemello o fratellastro del re Luigi XIV, nonché vero primogenito di Luigi XIII. A quell'episodio del romanzo di Dumas sono stati ispirati numerosi film, con differenti gradi di fedeltà.
Si dice anche che si trattasse di un ministro del duca di Mantova, di nome Ercole Antonio Mattioli, che era contemporaneamente al servizio di Luigi XIV e l'avrebbe tradito, del sovrintendente delle finanze Nicolas Fouquet, di un gentiluomo di nome Dauger (che avrebbe sostenuto di essere il fratellastro per via materna del re, gettando discredito sulla sua legittimità), e di un nobile francese o inglese.

## La storia della Maschera di Ferro
Nel creare questo personaggio Dumas s'ispirò a ricerche effettuate da Voltaire che, imprigionato nel 1717 per breve tempo alla Bastiglia, venne a sapere da alcune guardie che alcuni anni prima vi era detenuto uno strano personaggio, detto "La Maschera di Ferro" poiché portava sempre sul volto una maschera di velluto nero, assicurata da cinghie metalliche, che ne rendeva invisibili le fattezze. La maschera "di ferro" sarebbe stata usata solo in occasione di un trasferimento. Al personaggio, ormai palesemente anziano, veniva riservato un trattamento di favore: cibo scelto e abbondante, vestiti costosi, possibilità di tenere in cella libri e persino un liuto.

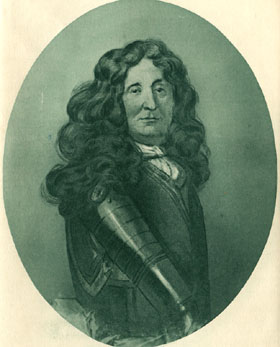
Bénigne Dauvergne de Saint-Mars, carceriere della Maschera di Ferro

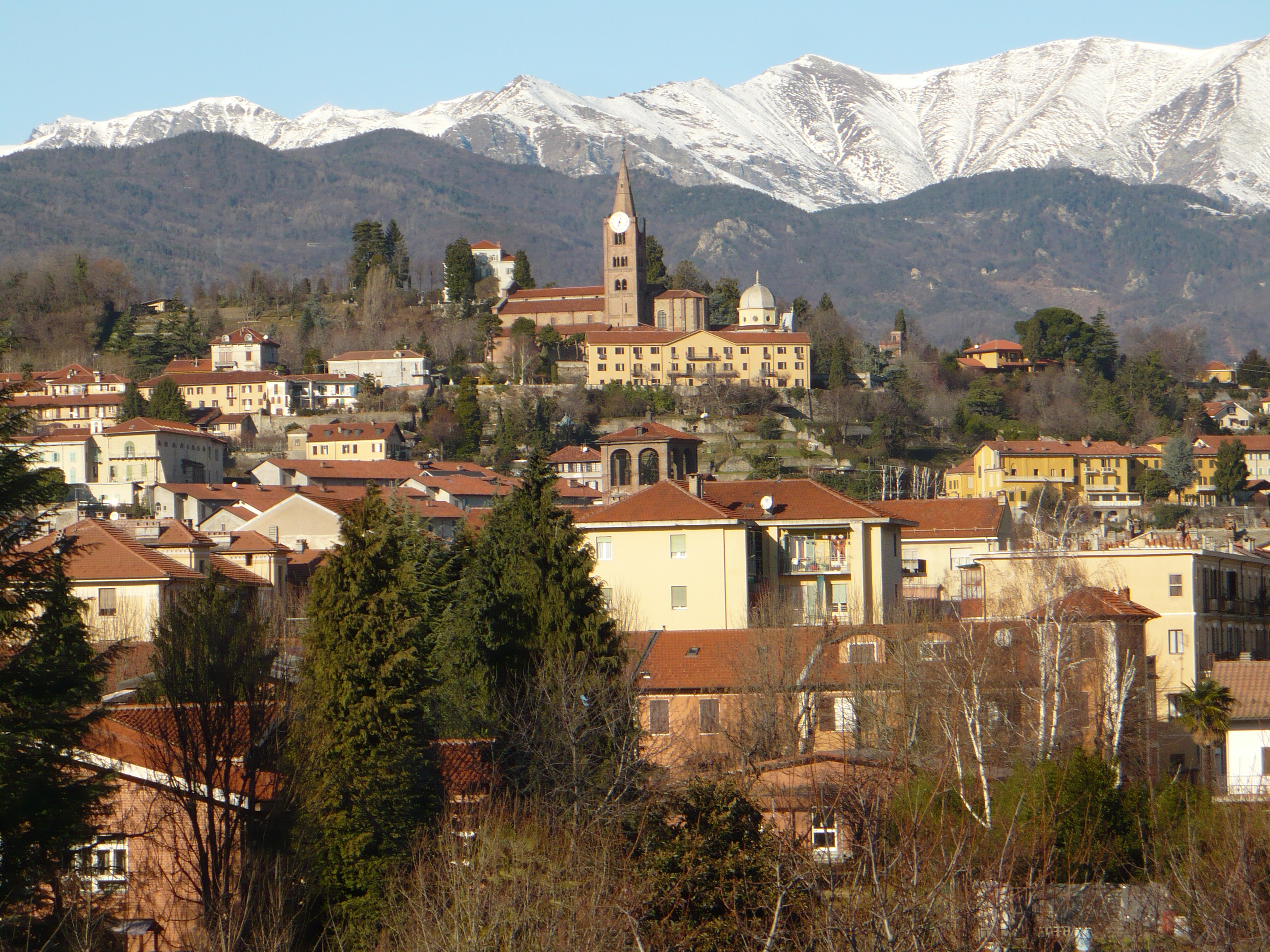
La città di Pinerolo

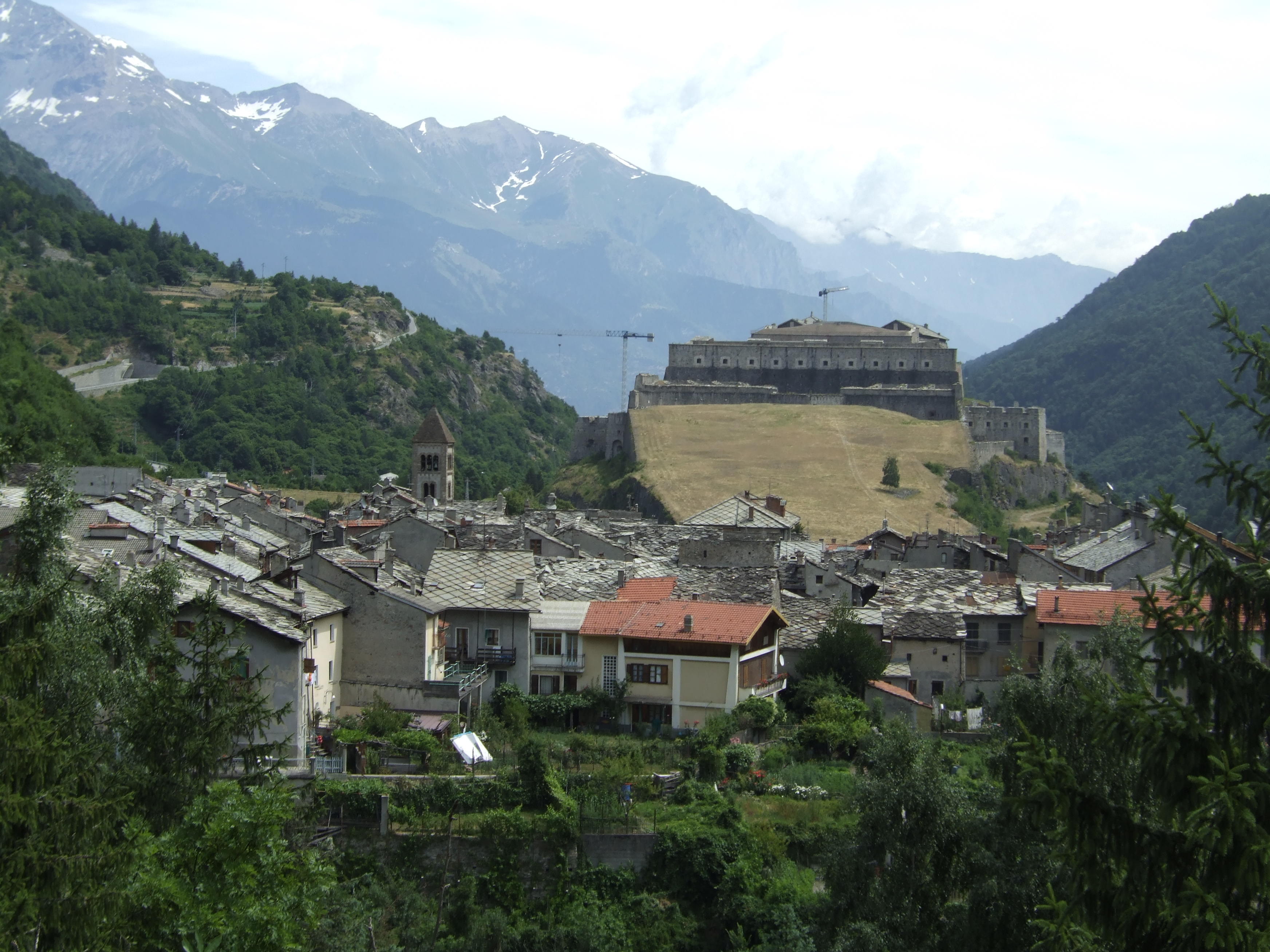
Il Forte di Exilles

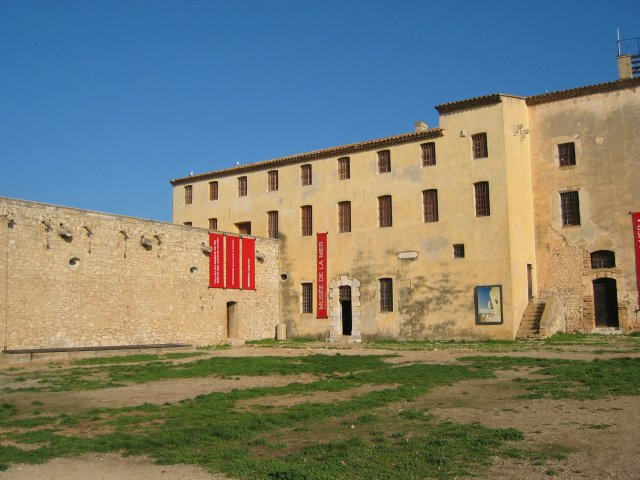
La prigione dell'Île Sainte-Marguerite

Appassionatosi al mistero ed uscito di carcere, il filosofo francese compì varie ricerche scoprendo dal giornale del carcere che l'individuo che si celava dietro Maschera di Ferro era deceduto quasi all'improvviso, nell'autunno del 1703, per un malore dopo la Messa (al punto che il sacerdote chiamato non poté dargli i sacramenti), per poi venir sepolto nel Cimitero di Saint-Paul-des-Champs a Parigi con il nome (evidentemente fasullo) di Marchioly; probabilmente ricevette un'iniziale sepoltura nella non più esistente chiesa annessa al cimitero, sempre in base alle testimonianze di Voltaire nell'opera Il secolo di Luigi XIV. Al prigioniero erano stati dati nel corso degli anni diversi nomi falsi: Marchiergues, Marchioly, Marchiolly, de Marchiel, Eustache Dauger, Filbert Gesnon. Governatore della Bastiglia era in quel momento, dal 18 settembre 1698, Bénigne Dauvergne de Saint-Mars, che assistette alle esequie. Il medico della Bastiglia affermò che l'uomo aveva circa sessant'anni, mentre sull'atto d'inumazione fu scritto che aveva quarantacinque anni, secondo altre descrizioni era invece palesemente anziano. Poco dopo la cella fu imbiancata, i mobili rimossi e gli effetti personali distrutti. Nella bara furono messe delle "droghe" per favorire la decomposizione rapida, ma senza distruggere rapidamente il corpo con metodi poco rispettosi (ad esempio con la calce viva o con il fuoco). Secondo il diario della guardia de Junca (o du Junca) il funerale di "Marchioly" fu pagato 40 franchi. Il cimitero fu smantellato poco dopo la Rivoluzione francese, e successivamente la maggioranza delle ossa furono portate nelle catacombe di Parigi.
Nei documenti sussistono tracce piuttosto evidenti dell'esistenza dell'uomo: alla Bastiglia il misterioso personaggio era arrivato proprio nel 1698 dall'isola di Santa Margherita (la maggiore delle Isole di Lerino, al largo di Cannes), dove esiste una imponente fortezza, Fort Royal, accompagnato dal Saint-Mars, dopo una breve sosta al castello d'If. All'isola la Maschera di Ferro era giunta nel 1687, proveniente dal Forte di Exilles, nell'Alta Val di Susa, dove era stato trasferito nel 1681, seguendo con un altro detenuto proprio il Saint-Mars, che aveva fatto anche eseguire costosi lavori di adattamento dell'area dove doveva situarsi l'alloggio del prigioniero. Precedentemente il recluso mascherato fu detenuto per dodici anni nella fortezza di Pinerolo (allora governatore già da cinque anni della fortezza era proprio il Saint-Mars). Durante un trasferimento in lettiga o carrozza era stato visto dalla popolazione che aveva ipotizzato trattarsi di un qualche nobile, in quanto portare leggere maschere di velluto per riservatezza o per proteggersi dal Sole era un uso degli aristocratici in quel periodo.

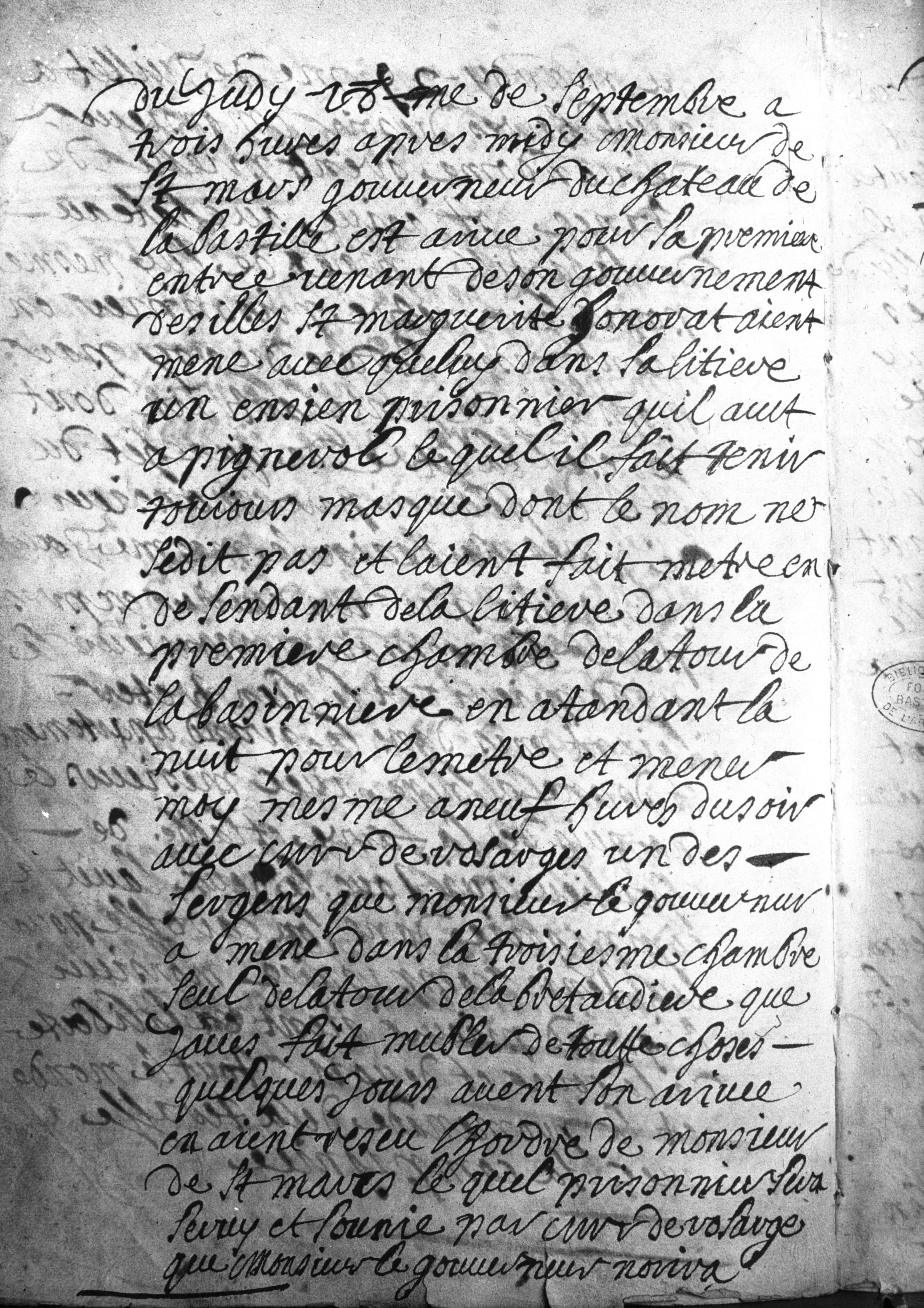
Atto di carcerazione della Maschera di Ferro alla Bastiglia (18 settembre 1698)

Le direttive sul trattamento da riservare alla Maschera di Ferro giungevano al Saint-Mars direttamente dal potente ministro francese della guerra, il marchese di Louvois: esiste infatti una lettera del ministro al governatore della fortezza di Pinerolo in cui si impartiscono severe istruzioni sul trattamento da riservare al detenuto mascherato. Al prigioniero veniva, come anche durante la detenzione nella Bastiglia, riservato un trattamento speciale. Tuttavia gli era fatto divieto di parlare con chicchessia, escluso il confessore (ma solo in confessione), con l'ufficiale comandante della guardia quando doveva chiedere qualche cosa che riguardava la sua detenzione (altri argomenti di conversazione erano vietati) e con il medico quando si fosse ammalato. Inoltre poteva togliersi la maschera per mangiare e per dormire, ma in ogni caso la doveva indossare quando si trovava in presenza o in vista di qualunque altra persona. Gli erano consentite anche brevi passeggiate nel cortile della fortezza, sempre mascherato e sotto stretta sorveglianza delle guardie.
Questi sono i fatti più o meno ben documentati da lettere, registri e testimonianze raccolte presso gli ufficiali preposti alla sorveglianza e riportate da cronisti dell'epoca.
Ci sono dei punti fermi in questa vicenda, che Voltaire riassunse:
- il prigioniero sapeva qualcosa di estremamente grave, così grave che se si fosse saputo, avrebbe creato problemi in alto loco;
- la sola vista del volto del prigioniero avrebbe creato negli astanti dubbi e sospetti, quindi era un volto noto;
- la soluzione di far sparire con discrezione l'incomodo recluso (i veleni non mancavano all'epoca e il loro uso era piuttosto diffuso) non era evidentemente praticabile e l'unica spiegazione plausibile è che ostavano motivi di carattere politico o affettivo.

Tuttavia, cosa che Voltaire non sapeva, un nipote di Saint-Mars, tale Blainvilliers, intravide l'uomo senza maschera a Santa Margherita, dalla finestra della cella, non riconoscendo alcun volto noto. La testimonianza è riportata da un moschettiere, un altro nipote del governatore, De Palteau, che ne aveva parlato col parente. 

## Ipotesi sull'identità

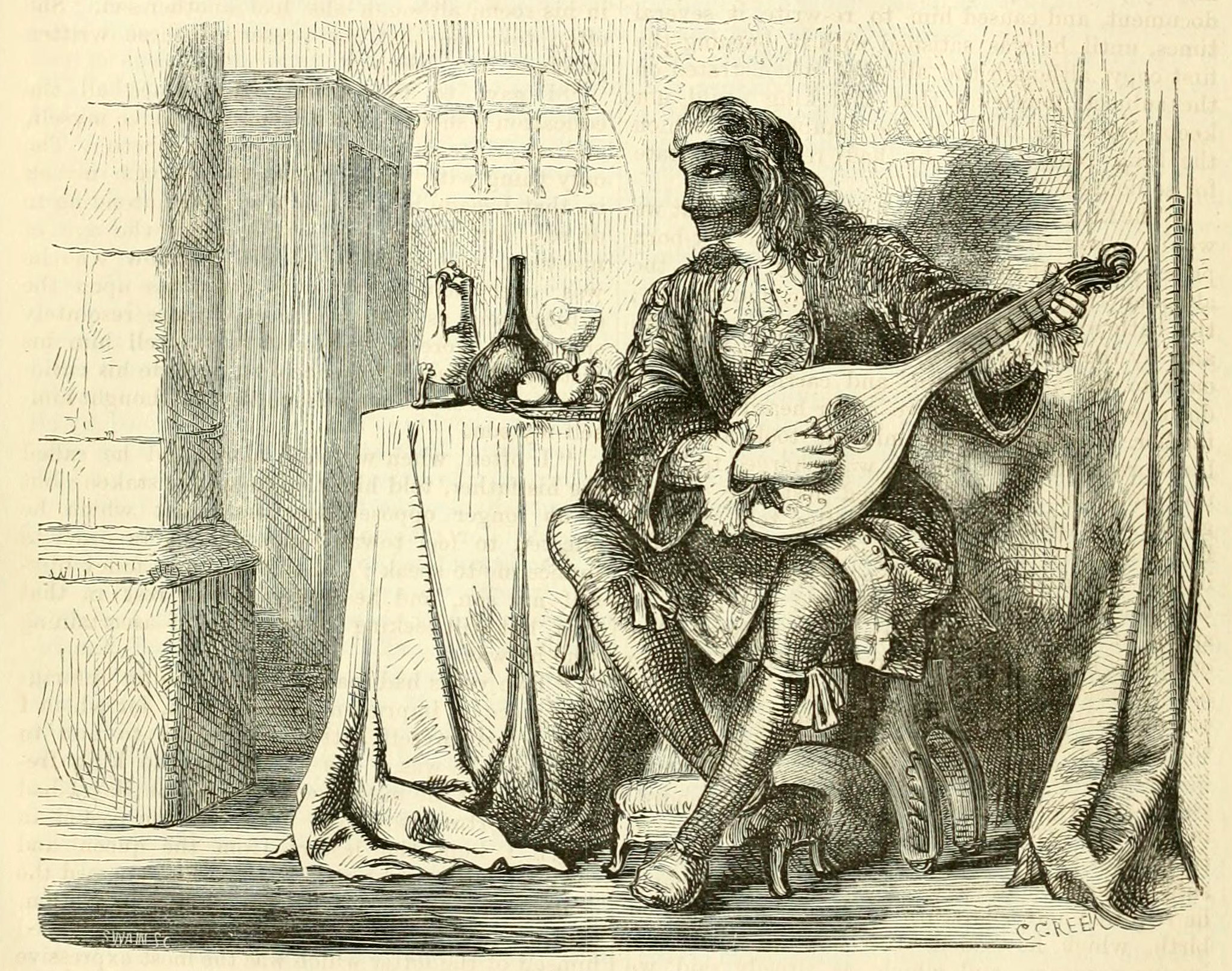
La Maschera di Ferro alla Bastiglia

Pare anche che vi fossero varie voci sull'identità del prigioniero, ora un conte o un duca francese, ora un eminente lord inglese o altri parenti di importanti nobili europei, ma mai confermate né plausibili a un esame più accurato: probabilmente le voci erano parte di un'azione di disinformazione. Si disse anche che lo stesso Louvois avesse visitato il prigioniero trattandolo con rispetto, a simboleggiarne l'importante status sociale. 
Al servitore di camera Laborde che gli aveva domandato di lui, il re avrebbe detto: "Io lo compiango, ma la sua prigionia non fa torto ad altri che a lui, ed ha prevenuto grandi sciagure. Tu non devi saperlo".
Invece, Giacomo Casanova nella sua opera biografica Storia della mia vita, nel capitolo XXIV, afferma che il suo insegnante di francese, Crébillon, che era stato Censore Regio, ricevette dal re Luigi XIV la confidenza che non era mai esistita alcuna maschera di ferro e che si trattava di una leggenda (la "maschera" era difatti di velluto ma l'esistenza del prigioniero mascherato è accertata invece da documenti e testimonianze dirette).

### L'ipotesi di Voltaire e di Alexandre Dumas: il gemello o il fratellastro

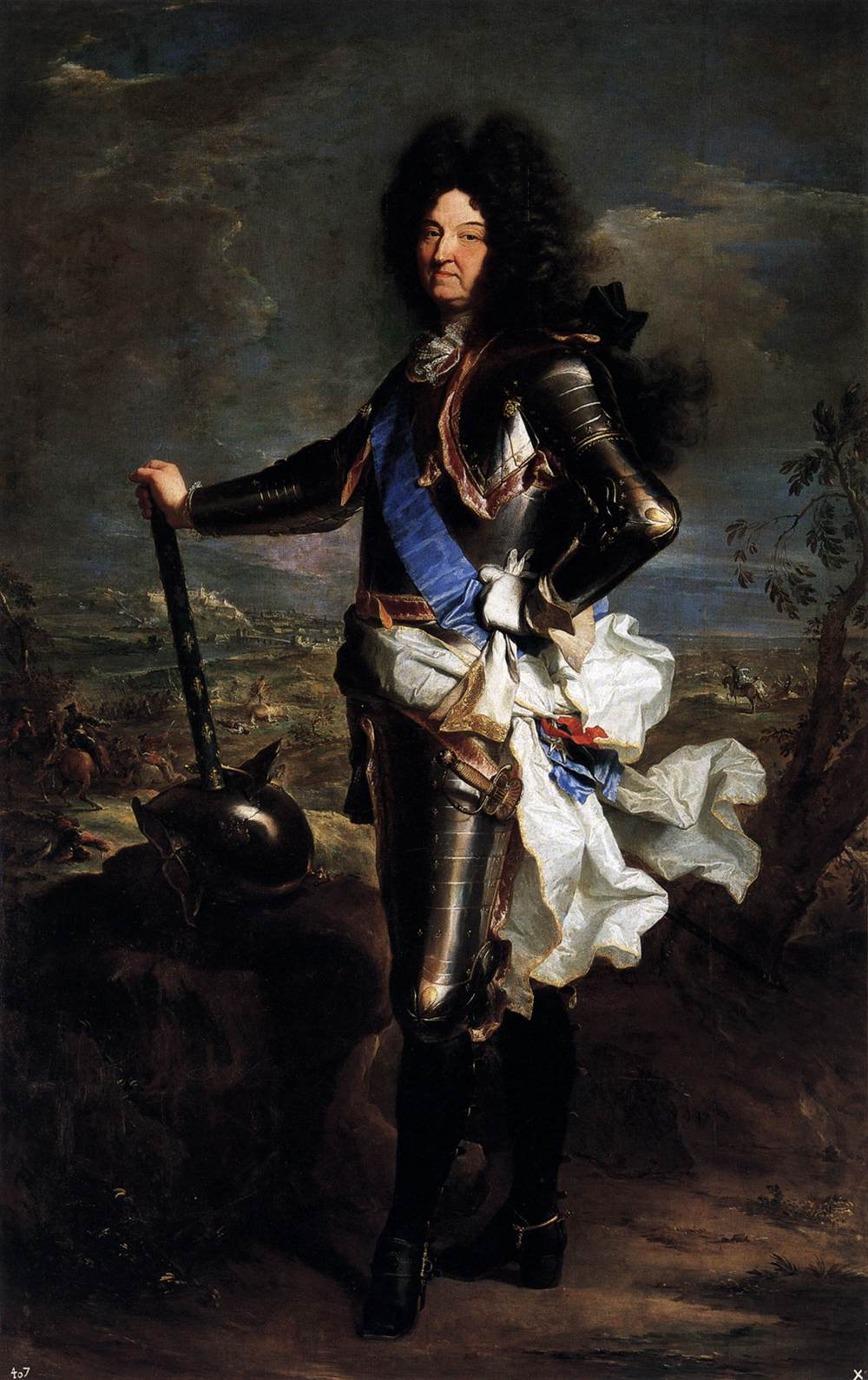
Luigi XIV nel 1701

Al termine delle sue ricerche Voltaire, benché non fosse in possesso di tutta la documentazione citata e disponibile in epoca moderna, conclude che doveva trattarsi del fratello gemello o di un fratellastro (figlio magari di Giulio Mazzarino o del duca di Buckingham) di Luigi XIV, la cui esistenza sarebbe stata occultata per evitare contestazioni sul diritto al trono del medesimo. Alexandre Dumas padre riprese questa tesi, romanzandola.
Voltaire condusse una ricerca abbastanza articolata, onde utilizzare la vicenda come propaganda anti-assolutista. In una lettera ebbe a dire: "io ne so abbastanza della faccenda dell'uomo dalla Maschera di ferro morto alla Bastiglia. Ho parlato con gente che lo ha servito".
Nel 1751 diede quindi alle stampe quella che secondo lui era la storia dell'uomo.
(Voltaire, Il secolo di Luigi XIV)

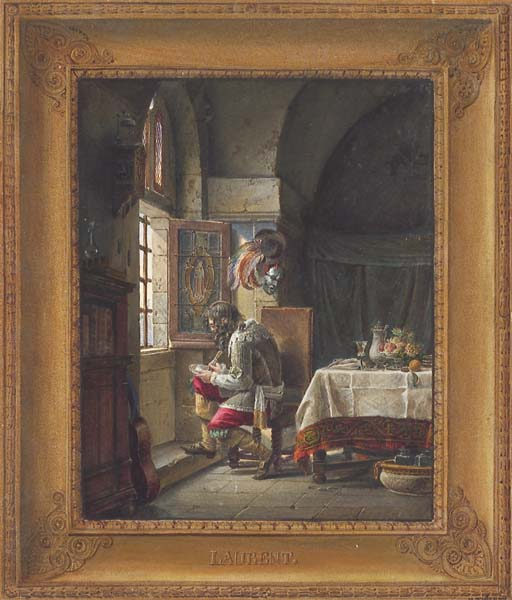
Jean-Antoin Laurent, Hilaire Terry, L'uomo della maschera di ferro nella sua prigione sull'isola di Santa Margherita

L'anno seguente divulgò un altro aneddoto raccolto:
(Voltaire)
Le vicende narrate da Voltaire, riprese poi in Questioni sull'Enciclopedia, erano note negli ambienti nobili della Francia del tempo; in una lettera del 1711 riportata dal filosofo illuminista, la cognata del re (la seconda moglie di Filippo d'Orléans), Elisabetta Carlotta del Palatinato, scrive dell'Uomo dalla Maschera di Ferro alla zia Sofia di Wittelsbach-Hannover, riportando che poteva essere "un milord inglese invischiato nell'affare del duca di Berwick contro il re Guglielmo", descrivendolo come un uomo molto religioso, e che non si era mai saputo davvero chi fosse. Interrogato in punto di morte nel 1721, uno dei successori di Louvois, Michel Chamillart, si sarebbe rifiutato di rivelare il segreto di Stato.

Voltaire concluse che 
(Voltaire)
Ipotizzò anche potesse trattarsi di un gemello. L'ipotesi avanzata da Voltaire ha tuttavia un punto debole: a quei tempi il parto di una regina era quasi una cerimonia pubblica, soggetta anch'essa, per quel che era possibile in un evento di questo tipo, al rigido protocollo di corte. Vi assistevano il medico di corte, una o più levatrici, il personale di servizio addetto alle varie incombenze per l'assistenza alla partoriente, dame di compagnia della regina, ufficiali di camera e altre ancora. La cronistoria dell'evento veniva poi riportata, seppur sinteticamente, sui registri di palazzo. È quindi estremamente improbabile che si sia potuta occultare la nascita di un gemello, così come sarebbe stato difficile alla regina nascondere una gravidanza clandestina.

### Importanti personaggi inglesi
Tra esse l'ipotesi che si trattasse di Henry Cromwell (figlio quartogenito di Oliver Cromwell) o di James Scott, I duca di Monmouth (figlio illegittimo di Carlo II Stuart nonché cugino di Luigi XIV, condannato a morte per ribellione dallo zio Giacomo II).

### Il figlio naturale del re

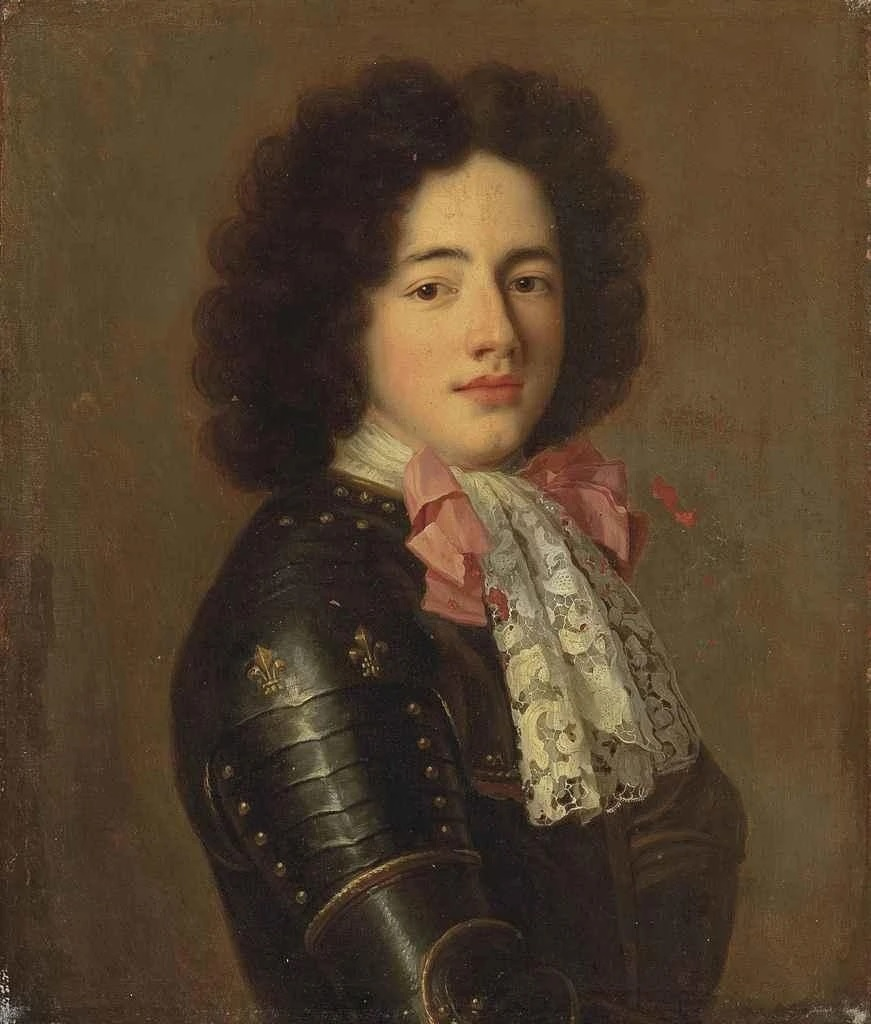
Luigi, conte di Vermandois

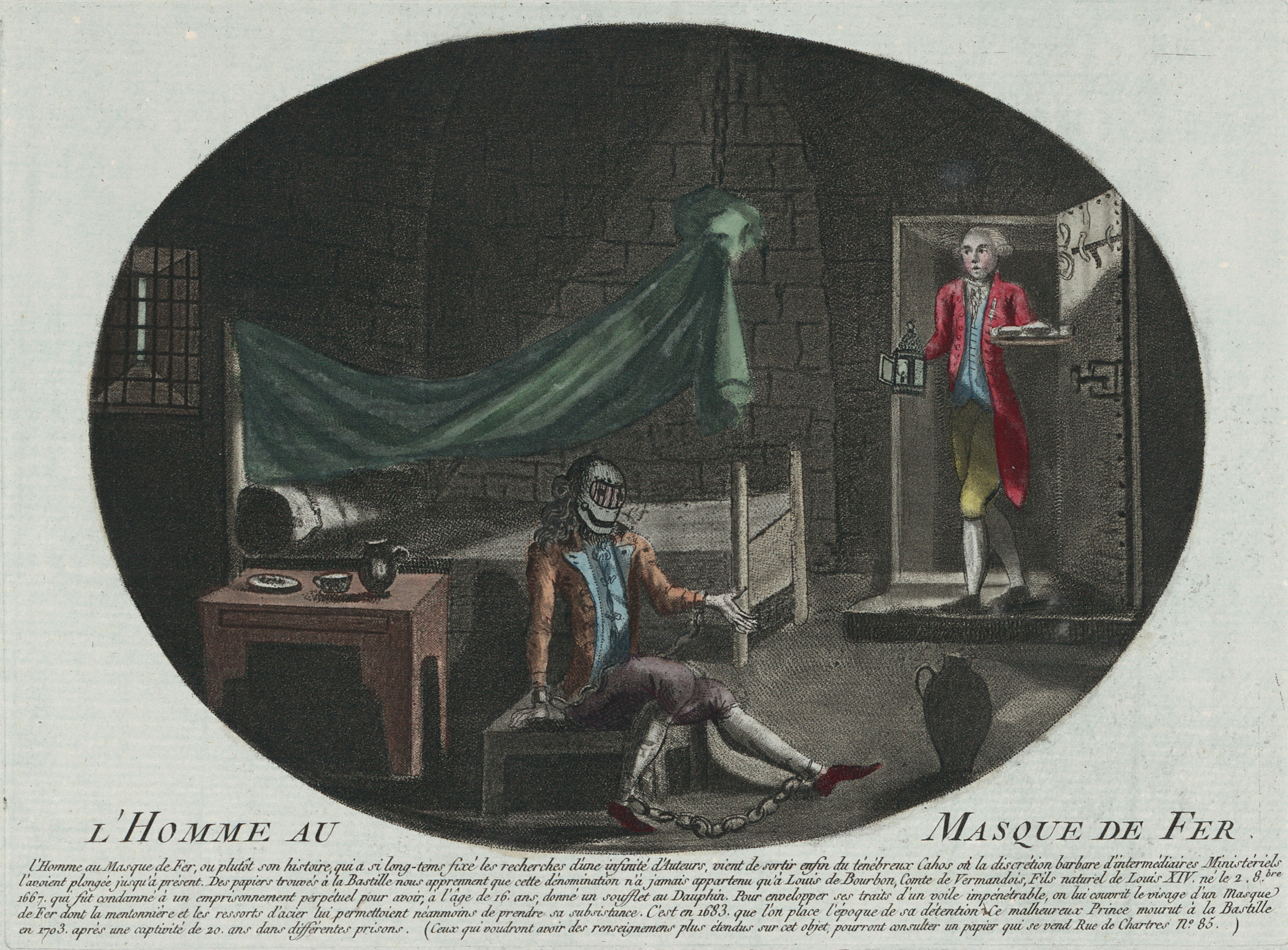
L'Homme au Masque de Fer. Stampa anonima (acquaforte e mezzatinta, colorata a mano) del 1789. Secondo la didascalia (che riferisce di "carte ritrovate alla Bastiglia", l'uomo dalla maschera di ferro era Luigi di Borbone, conte di Vermandois. Nessuna prova è fornita a sostegno di questa affermazione, che è solo una tra tante; il riferimento alle carte della Bastiglia potrebbe essere stata semplicemente un pezzo di propaganda rivoluzionaria.

Un'altra identificazione è quella con Luigi di Borbone, conte di Vermandois, uno dei figli illegittimi di Luigi XIV, e fratellastro del Gran Delfino Luigi, come riportato nel testo anonimo del 1745 Mémoires secrets pour servir à l'histoire de Perse, precedente di 6 anni il volume di Voltaire, in cui la storia è raccontata nei dettagli fingendo sia avvenuta in Persia. Nel 1768 il pubblicista Élie-Catherine Fréron, noto nemico di Voltaire e padre del rivoluzionario Louis-Marie-Stanislas Fréron, riprese questa teoria nella rivista L'anno letterario.
A causa della manifesta omosessualità, del suo temperamento e per rivalità di corte (Luigi di Vermandois aveva forse rapporti con Filippo di Lorena, amante e favorito del fratello del re Filippo d'Orléans, ed era detestato dal fratellastro Luigi il Gran Delfino dopo che il conte lo aveva schiaffeggiato in pubblico), il re allontanò il figlio da Versailles; come altri dei cosiddetti "bastardi reali" fu legittimato; fino al 1682, quando nacque Luigi, duca di Borgogna (seguito l'anno dopo dal futuro Filippo di Spagna), ossia il padre di Luigi XV, il conte di Vermandois era ipoteticamente il secondo in linea di successione dopo il Gran Delfino (anche se un decreto tale fu emanato solo nel 1714). Luigi di Vermandois morì ufficialmente ancora giovane nel 1683, mentre combatteva nelle Fiandre, all'età di soli 16 anni e a causa della salute cagionevole, e venne sepolto nella cattedrale di Arras: la sorella e la zia furono grandemente addolorate dalla sua morte, mentre Luigi XIV reagì molto freddamente alla notizia. Quanto alla madre, ritirata in convento, alla notizia della morte del figlio ribatté che piuttosto ne avrebbe dovuto piangerne, all'epoca, la nascita. In seguito, il giovane Luigi di Vermandois fu uno dei nomi sospettati di essere stati la "Maschera di Ferro": non sarebbe morto ma suo padre lo avrebbe condannato alla reclusione a vita, coperto dalla maschera per nascondere la somiglianza col re e il suo volto noto, onde evitare che potesse avanzare pretese al trono verso il fratellastro maggiore e la sua discendenza. Nel 1703, alla morte del misterioso personaggio, dichiarato avere 45 anni, Luigi di Vermandois avrebbe avuto 36 anni. Una stampa anti-monarchica del 1789 (qua riportata) mostra la Maschera di Ferro sostenendo fosse il conte di Vermandois. Questa idea era riportata in uno dei tanti libelli rivoluzionari che riportava anche una presunta lettera-confessione di Luigi di Vermandois ritrovata alla Bastiglia.

### Ipotesi minori
Ipotesi minori indicano Enrico II di Guisa, il famoso d'Artagnan, un presunto amante (un servo di origine africana) della regina Maria Teresa d'Austria, moglie di Luigi XIV, o di un figlio da lei generato, un figlio segreto di Luigi XIV e di sua cognata Enrichetta Stuart (prima moglie di Filippo d'Orléans) o, in maniera assai improbabile, il commediografo Molière creduto morto da tempo.

### Francesco di Borbone-Vendôme

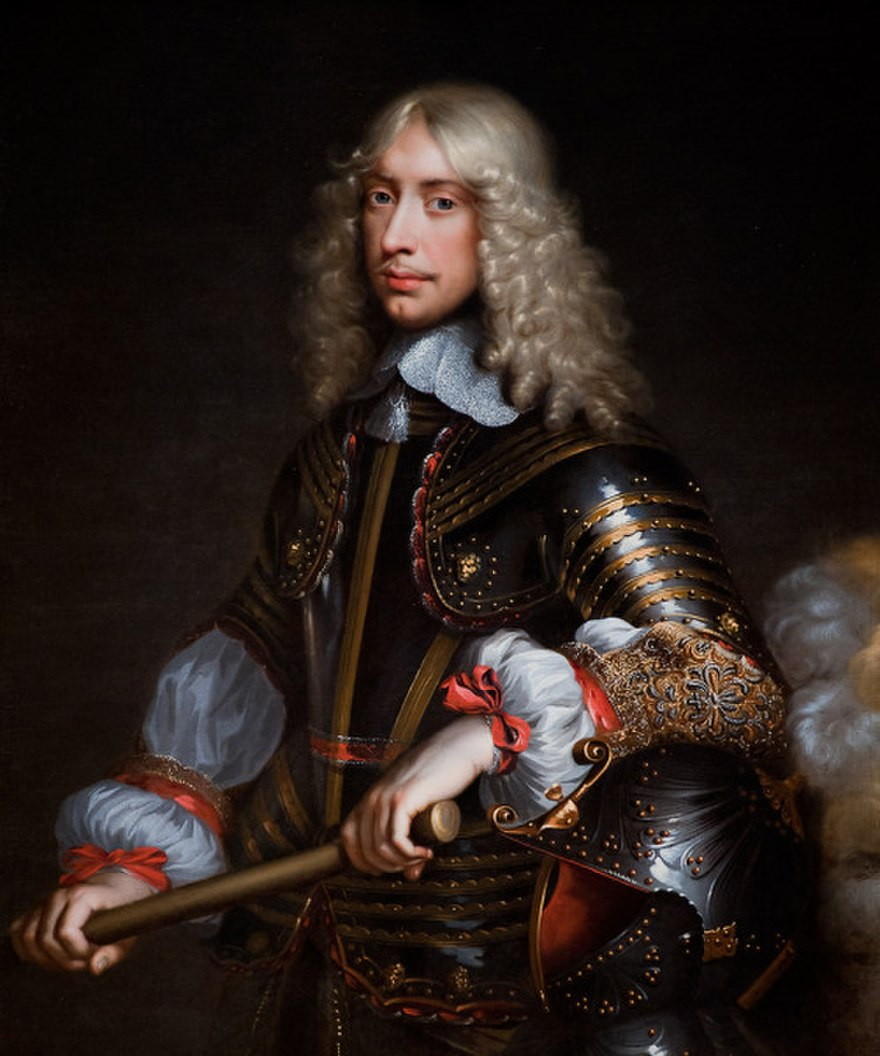
Francesco di Borbone-Vendôme

Un'ipotesi coinvolge un cugino del re attivo nella Fronda, ufficialmente disperso in combattimento contro i turchi a Creta nel 1669, Francesco di Borbone-Vendôme, duca di Beaufort (ipotesi del poeta francese François-Joseph de Chancel), in tal caso avrebbe però avuto un'età molto avanzata per il tempo nel 1703 (87 anni), sempre si trattasse di un unico prigioniero mai sostituito, ad esempio scambiandolo dopo la morte con uno dei prigionieri della rocca di Pinerolo. È stato ipotizzato già all'epoca che il padre naturale del Re Sole e di suo fratello Filippo d'Orléans non fosse Luigi XIII (divenuto impotente e disinteressato alla moglie dopo due aborti avuti dalla regina Anna anni prima) ma il fratello Gastone d'Orléans o appunto Francesco di Borbone-Vendôme, nipote illegittimo di Enrico IV.

### L'ipotesi del padre naturale di Luigi XIV
È stata avanzata anche un'altra ipotesi, ossia che il misterioso prigioniero non fosse altri che il padre naturale di Luigi XIV. Questa ipotesi fu diffusa dalla propaganda olandese durante la guerra dei nove anni con la Francia. Per comprendere il motivo da cui trae origine questa teoria occorre ricordare che Luigi XIV nacque nel 1638, mentre il matrimonio fra Luigi XIII e Anna d'Austria risale al 1615: erano quindi trascorsi ventitré anni senza che la coppia avesse avuto figli. Dalle cronache di palazzo si evince come i coniugi dopo poco più di un lustro dal loro matrimonio non avessero più avuto rapporti intimi: nei palazzi reali gli appartamenti del re e della regina erano normalmente separati e ciascuno di essi era dotato di un corpo di servitori e guardie proprio. L'accesso a ciascun appartamento era rigidamente controllato dal protocollo e alla corte di Francia tutto veniva registrato, anche le visite che il re faceva alla regina nei suoi appartamenti, che in genere erano destinate all'assolvimento dei doveri coniugali.
Circolava anche voce che Luigi XIII fosse, o fosse diventato, impotente. Dopo ventidue anni di matrimonio senza figli aleggiava lo spettro dell'estinzione del ramo e della necessità, alla morte di Luigi XIII, di risalire "per li rami" per individuare l'avente diritto al trono. In quella situazione il successore legittimo sarebbe stato il fratello del re, Gastone (duca d'Orléans) che, oltre a essere considerato un inetto e per di più ribelle all'autorità regia, all'età di trent'anni era anche lui ancora privo di discendenti maschi, nonostante fosse già al secondo matrimonio: aveva infatti sposato la prima moglie, Maria di Borbone, duchessa di Montpensier, quando era solo diciottenne, e dalla donna aveva avuto una figlia. Morta la prima moglie nel 1626, aveva sposato sei anni dopo Margherita di Lorena-Vaudémont, dalla quale, al momento del concepimento di Luigi XIV, non aveva ancora avuto figli. Con Gastone d'Orléans vi erano serie probabilità che, oltre ai problemi che la sua inettitudine avrebbe causato, alla sua morte si avrebbe avuto lo stesso problema, con l'inconveniente supplementare che per trovare il legittimo aspirante al trono si sarebbe dovuti risalire oltre Enrico IV, in quanto tutti i discendenti successivi, esclusi Luigi XIII e Gastone d'Orléans, erano donne e la Francia seguiva rigidamente la legge salica; il trono sarebbe quindi finito ai lontani cugini Borbone-Condé.
Richelieu e il suo collaboratore e successore Mazzarino avrebbero escogitato l'idea di trovare un rampollo che fosse di discendenza dei Borboni (anche attraverso le numerose unioni illegittime, l'importante era che avesse sangue regale nelle vene), che fosse sano, giovane e robusto e si prestasse alla bisogna sostituendo nel talamo di Anna d'Austria il riluttante marito, dietro un compenso sufficientemente cospicuo da convincerlo a tenere in seguito la bocca cucita. Farlo entrare segretamente nelle camere della regina non era un problema (l'amante di una signora regale a quei tempi non era cosa anomala), così come non sarebbe stato un problema organizzare visite ufficiali del re alla consorte nei suoi appartamenti in modo che all'annuncio della gravidanza si potesse pensare che il re aveva fatto il suo dovere di marito e ne erano scaturiti i frutti, tutto purché naturalmente la regina e il re fossero d'accordo: la cosa non sarebbe stata moralmente molto ortodossa, ma comunque coperta dalla ragion di Stato. Secondo alcuni questo personaggio sarebbe proprio il citato cugino Francesco di Borbone-Vendôme, duca di Montfort, nipote legittimato di Enrico IV, di 22 anni.
Non è escluso che il facente funzione di marito si fosse successivamente montato la testa (forse dopo la morte della regina avvenuta nel 1666) e - vista la somiglianza con il figlio - avesse tentato di battere ancora cassa in cambio del silenzio, il che gli avrebbe procurato il soggiorno obbligato a vita con tanto di maschera.  Se le cose fossero andate così, sarebbe stato certamente più semplice eliminare lo scomodo genitore, ma si trattava pur sempre del padre del re e quest'ultimo non avrebbe probabilmente gradito macchiarsi di un parricidio, almeno non prima di averle tentate tutte e comunque solo in caso di conclamato pericolo per la sua regalità. Le date non smentiscono questa versione anche se non ne aiutano l'accettazione: un giovane maschio è sessualmente attivo già a quindici anni, ma anche supposto che all'inizio del 1638, periodo del concepimento di Luigi XIV, il giovane avesse già diciotto anni, nel 1703, anno della sua morte, ne avrebbe avuti circa 83 (87 nel caso di Francesco di Borbone-Vendôme), un'età piuttosto avanzata per quei tempi, ma non impossibile in quanto avrebbe vissuto una vita lontano da stress e pericoli (si ricordi inoltre che lo stesso Luigi XIV visse una vita piuttosto lunga: quando morì aveva poco meno di 77 anni, nonostante una lunga serie di acciacchi e problemi di salute anche gravi che lo tormentarono per tutta la vita; e anche il carceriere Saint-Mars visse fino a 82 anni). Un'altra cosa di cui tenere conto, seguendo quest'ipotesi, è che due anni dopo la nascita di Luigi XIV Anna d'Austria partorì nuovamente dando alla luce il secondo maschio, Filippo, duca d'Orléans (1640-1701).

## I prigionieri della rocca di Pinerolo
La moderna storiografia, che è riuscita ad avere informazioni maggiori di quelle di Voltaire sul misterioso personaggio, lo identifica con uno dei sei prigionieri di Pinerolo che avrebbero seguito Saint-Mars nei suoi spostamenti. 
(du Junca nel 1698)
Essi sono: una spia di nome Dubreil, un gentiluomo o valletto di nome Eustache Dauger coinvolto in scandali sessuali a Parigi (personaggio comunque misterioso e di basso rango, arrestato nel luglio 1669), un monaco o frate domenicano del convento giacobino, il sovrintendente delle finanze Nicolas Fouquet, il domestico La Rivière (che seguì volontariamente il suo padrone Fouquet) e il conte italiano Ercole Antonio Mattioli. A Pinerolo erano inoltre presenti anche un nobile e militare di nome Lauzun (coinvolto sentimentalmente con la duchessa di Montpensier, figlia di Gastone d'Orléans, e che durante la prigionia ebbe contatti con Fouquet e Dauger) e il generale de Bulonde, ma furono poi scarcerati e morirono in seguito, da uomini liberi.
Tra i sei prigionieri dovrebbe esserci la Maschera di Ferro, anche se le date di morte sarebbero precedenti, indicando uno scambio di persona per confondere le acque. Lo stesso Saint-Mars avrebbe indicato in Dauger il prigioniero, o comunque il nome "Eustache Dauger" fu utilizzato per un periodo, chiunque fosse Dauger. Comunque la maggioranza degli storici contemporanei concentra le proprie ipotesi più verosimili sulle figure di Mattioli e Dauger.
Il maresciallo Richelieu, nipote del cardinale e importante ufficiale a conoscenza del segreto, nonché figlioccio di Luigi XIV e amico di Voltaire, ebbe dichiarare diversi anni dopo la morte del re che la Maschera di Ferro 
(Louis François Armand de Vignerot du Plessis de Richelieu)
Dopo la morte di Luigi XIV il segreto fu mantenuto, ma l'uomo non era considerato più pericoloso per la sicurezza dello Stato. Quando al nuovo re Luigi XV venne finalmente svelato il segreto della Maschera di Ferro dal reggente Filippo d'Orleans, si dice abbia esclamato (non sapendo che era morto circa 20 anni prima): «Bene, se per caso è ancora vivo, desidero dargli la libertà»; quando invece il duca de Choiseul lo aveva interrogato a proposito del misterioso prigioniero egli si era rifiutato di parlare, salvo dire: «Sappia, duca, che tutte le congetture fatte fino ad ora sono tutte false illazioni». Poi aveva aggiunto un ultimo pensiero: «Se conosceste ogni cosa in merito, vi rendereste conto di quanto poco importante sia questa faccenda», smentendo le ipotesi più fantasiose.

### Nicolas Fouquet

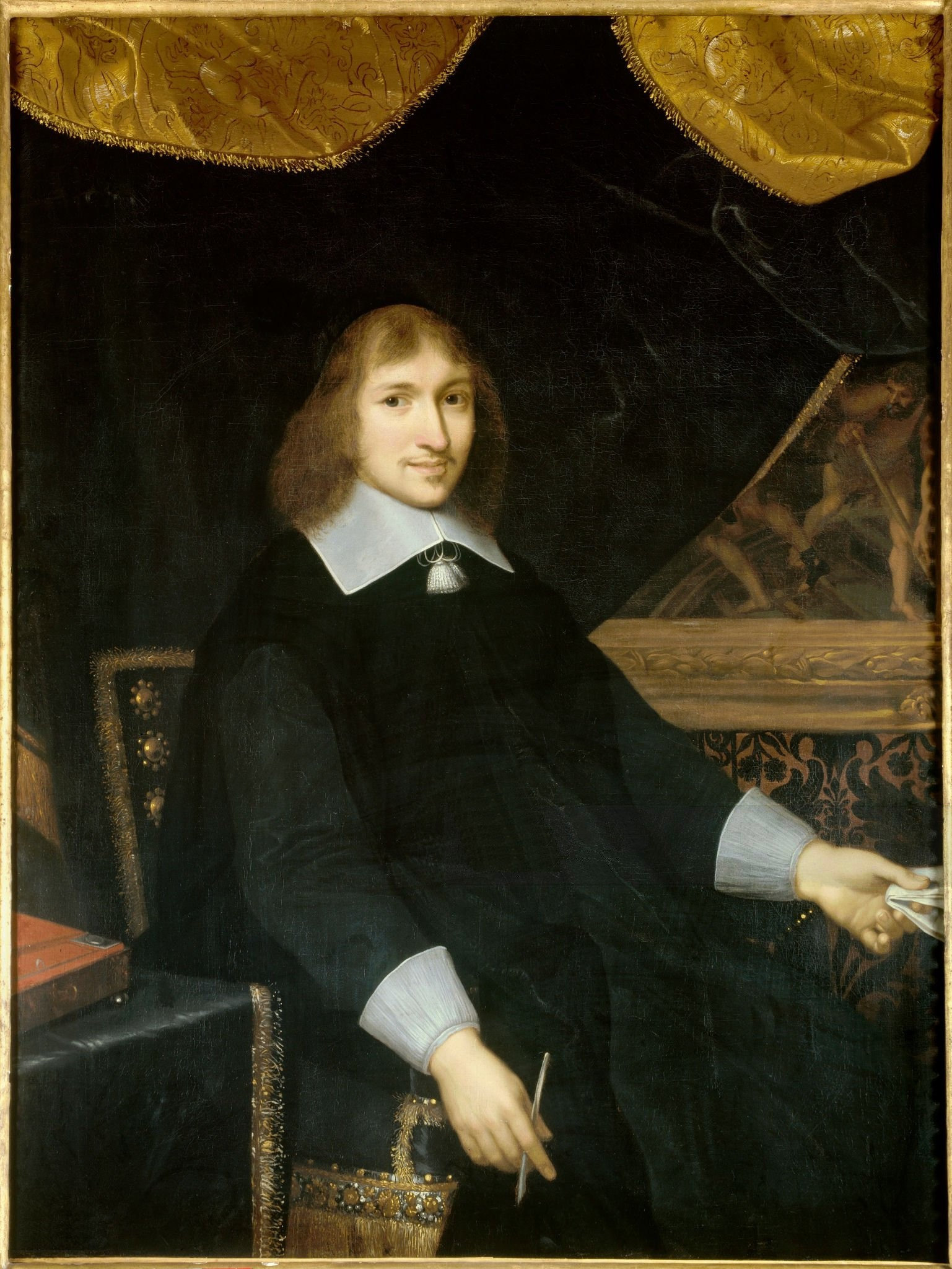
Nicolas Fouquet

Fu candidato a dare un nome, già nel XIX secolo, alla Maschera di Ferro Nicolas Fouquet, ex ministro delle finanze (sovrintendente) di Luigi XIV, uomo potente e ricchissimo durante il governo di Mazzarino; arrestato (1661) a Nantes dai moschettieri di d'Artagnan, e incarcerato alla Bastiglia con l'accusa (confermata poi da condanna al carcere a vita) di essere stato troppo ingordo nell'appropriarsi delle entrate demaniali, di cui lui stesso era il gestore, oltre che per la sfrontatezza, o dabbenaggine, di averne esibito i frutti con la costruzione della splendida residenza di campagna (una villa principesca con numerosi giardini) a Vaux-le-Vicomte, alla cui inaugurazione sembra abbia invitato persino il principale derubato, ossia lo stesso Luigi XIV.
Il re aveva chiesto discretamente ma con fermezza la pena di morte, ma Fouquet fu condannato il 21 dicembre 1664 dalla Camera di giustizia (dopo che gli fu impedito di rivolgersi al Parlamento di Parigi di cui era stato un membro) al solo bando dal regno nonostante egli fosse stato riconosciuto colpevole di peculato e di lesa maestà. Luigi XIV, seccato coi giudici, poi rimossi, esercitò la sua prerogativa regia di monarca assoluto (déni de justice, riservato a casi rarissimi) commutando la pena nella massima possibile ma senza forzare troppo la legge, ossia l'ergastolo. Nel dicembre 1664 Fouquet, accompagnato da due servitori, fu condotto alla fortezza di Pinerolo sotto la sorveglianza di Saint-Mars, che doveva diventare il nuovo governatore della medesima, e lì risulta deceduto il 23 marzo 1680. 
I beni di Fouquet (almeno tutto quello che era in Francia) furono incamerati dal re o venduti per pagare i suoi debiti, tra di essi il famoso dipinto Pastori dell'Arcadia di Nicolas Poussin, al centro delle speculazioni esoteriche e pseudostoriche degli autori di Holy Blood, Holy Grail, che fu acquistato dallo stesso Luigi XIV nel 1685. Il fratello di Fouquet, l'abbé Louis Fouquet, era frequentatore dell'accademia esoterica "Arcadia" fondata a Roma da Cristina di Svezia, e Nicolas si era vantato durante il processo di conoscere segreti a cui il re avrebbe dovuto essere interessato (a cui alludeva il fratello parlando in una lettera del regalo che l'amico Poussin gli faceva, ossia il dipinto citato). Fouquet stesso frequentò la regina.
(Lettera di Louis Fouquet al fratello Nicolas, 1656)
Tuttavia la sua famiglia continuò comunque ad avere un certo credito presso la nobiltà, recuperando in parte ricchezza; benché Madame Fouquet fosse esiliata a Limoges dopo il processo, i suoi fratelli Louis e François confinati nelle loro diocesi (mentre Gilles venne privato della sua carica di Primo scudiere, e Basile dovette andare in esilio nella Guienna), la figlia riuscì comunque nel 1683, dopo aver frequentato anche Lauzun, a sposare il marchese d'Uzès. 
In procinto forse di essere liberato su pressioni della nobiltà, dell'opinione pubblica (tra cui i frequentatori del suo circolo di letterati come Jean de La Fontaine) e di varie monarchie europee, sopravvissuto ad un crollo della fortezza di Pinerolo colpita da un fulmine (considerato da alcuni un segnale dell'ira divina contro l'incarcerazione di un innocente), Fouquet morì però improvvisamente nel 1680, proprio quando il re pareva convinto a diminuirne la pena. Secondo alcuni fu avvelenato per ordine di uno dei suoi rivali e accusatori (poco dopo il rilascio, anche se ufficialmente ancora incarcerato; tuttavia l'atto di morte non fu mai ritrovato, il corpo fu mostrato ai familiari solo un anno dopo, e la sua lapide non portava epitaffio), il suo successore Colbert, ma per altri venne scambiato su decisione di Luigi XIV col suo domestico La Rivière o con colui che gli venne posto come servitore, Eustache Dauger e, nascosto dalla maschera di ferro, mantenuto in vita e in buona salute, affinché potesse decidersi a rivelare "spontaneamente" tutti i propri segreti al re. La maschera e la condanna all'oblio, sarebbero state inoltre un'ulteriore vendetta del Re Sole, che si riteneva offeso dalle presunte ruberie e dall'ostentazione di ricchezza di Fouquet. Questi avrebbe accettato per evitare di essere ucciso togliendosi la maschera o nel caso fosse divenuto inutile dopo aver rivelato quel che sapeva, mantenendo quindi il totale silenzio.
Oltre al fatto che un anno dopo la Maschera di Ferro fu condotto al Forte di Exilles, non si spiega invece per molti il perché della maschera, ritenuto un espediente eccessivo: vada per il divieto di parlare (un ex ministro delle finanze doveva essere a conoscenza di parecchie notizie riservate), ma il volto di Fouquet non era certo fra i più noti nella popolazione francese e comunque egli fu registrato nel carcere di Pinerolo con il suo vero nome, a meno che la sua esistenza in vita non andasse celata a chiunque tranne che a Luigi XIV, Saint-Mars e Louvois, nel timore i Moschettieri o altri prigionieri si fossero lasciati sfuggire il segreto nascosto con cura, nel caso lo avessero casualmente scoperto.
Come riportato dalla studiosa Sabina Marineo, La Rivière sarebbe morto più tardi a Exilles, e né Dubreil e il monaco lasciarono Pinerolo. Inizialmente sia Dauger che La Rivière furono posti al servizio di Fouquet, poi uno di loro, Dauger, implicato nell'affare dei veleni, sarebbe stato avvelenato a Pinerolo, e poi, dopo aver annunciato la morte di Fouquet per convulsioni e attacco cardiaco, l'ex ministro sarebbe stato messo in isolamento con La Rivière, sotto il nome Eustache Dauger. Saint-Mars, su ordine del Louvois, annunciò la falsa liberazione di entrambi, come risulta da una lettera.
Esiste infatti una lettera riservata del Louvois, siglata "./.", dove specifica che "Sua Maestà desidera": 
(Louvois a Saint-Mars, intorno al 1680)
In seguito Dauger-Fouquet sarebbe stato coperto dalla maschera e separato dal domestico, morto in prigione ad Exilles tempo dopo. Sarebbe stato infine trasferito da Pinerolo alla stessa Exilles,  fino ad arrivare poi a Santa Margherita (dei vecchi prigionieri erano rimasti lui e Mattioli). Alla Bastiglia, una vecchia amante di Fouquet avrebbe visitato, negli ultimi mesi di vita della Maschera di Ferro, il carceriere de Junca (che poco dopo morì improvvisamente) e la sua amica Madame de Saint-Mars, moglie del governatore, forse ricevendo la confidenza sull'identità e visitando l'ormai anziano prigioniero.
Nel caso Fouquet fosse la Maschera di Ferro, sarebbe morto - tranne in caso di ulteriore sostituzione per un altro insabbiamento e depistaggio, oppure su richiesta del Saint-Mars che voleva darsi prestigio custodendo un prigioniero "importante" - all'età molto avanzata di 88 anni (non impossibile, lo stesso maresciallo Richelieu morì nel 1788 a 92 anni). Alcuni pensano invece che Fouquet fosse l'originale Maschera di Ferro, ma che alla sua morte sarebbe stato sostituito con Dauger o con Ercole Antonio Mattioli (ufficialmente dichiarato morto nel 1694). Secondo altri, invece, l'ipotesi Mattioli e il nome di Dauger sarebbero un ulteriore depistaggio (come la lettera cifrata su Bulonde) diffuse anche durante il regno di Luigi XV. Una tesi simile è proposta come possibile anche dalla biografa di Fouquet Alessandra Necci.
Si tratterebbe comunque dell'unico candidato ad essere una persona importante, ricca, stimata e nota al tempo della gioventù Luigi XIV, in seguito decaduto e dimenticato per aver commesso gravi crimini contro lo Stato; il suo volto era sì poco conosciuto al popolo, tuttavia era riconoscibile da chi lavorava da tempo al servizio del re, ad esempio da nobili e ufficiali di alto rango (Fouquet era anche un ex magistrato e un visconte e marchese, quindi un aristocratico di alto livello). Ciò spiegherebbe il rispetto che comunque Louvois e Saint-Mars (zelante coi superiori ma noto per trattare anche duramente i prigionieri) gli tributavano, al punto di togliersi il cappello in sua presenza, permettergli vestiti costosi, un trattamento di favore o mangiare a volte al tavolo col prigioniero (addirittura, secondo Voltaire, Saint-Mars avrebbe talvolta servito lui stesso il pasto), oltre che giustificare le grosse spese di mantenimento, segretezza e le imponenti misure di sicurezza (la fortezza di Santa Margherita fu completamente ricostruita per ospitare in una cella molto ampia la Maschera di Ferro).

### Ercole Antonio Mattioli
Un altro personaggio ritenuto per un certo tempo la Maschera di Ferro fu un certo conte italiano Ercole Antonio Mattioli, già ministro del duca di Mantova Carlo III e poi informatore dei Savoia, ma anche del re di Francia (oltre che di quello di Spagna). Costui avrebbe fatto il doppio (o triplo) gioco al momento della tentata vendita di Casale e della sua fortezza al re di Francia. Nei primi mesi del 1678 il duca di Mantova, vistosi privare dalla Spagna del sussidio di 15.000 ducati annui, in precedenza concordato per il mantenimento di una guarnigione spagnola a Casale, prestò orecchio alle lusinghe di Luigi XIV, che proponeva l'acquisto della piazzaforte di quella città in cambio di 100.000 scudi. Mattioli era incaricato di seguire la pratica dell'acquisto, da fare in assoluta segretezza, ma riferì di nascosto l'accordo sia agli Spagnoli che ai Savoia, entrambi interessati a Casale. Scoperto da parte di Luigi XIV il doppio gioco, venne tratto in arresto dai francesi e incarcerato a Pinerolo nel 1679, dove venne registrato sotto il falso nome di Lestang. Quindi Mattioli fu trasferito direttamente alla fortezza dell'Île de Sainte Marguerite (senza passare dal Forte di Exilles) all'inizio del 1694, quando il governatore della fortezza era già da circa sette anni il Saint-Mars. Poco dopo morì di febbre. Valgono per il Mattioli considerazioni analoghe a quelle fatte per Fouquet.
C'è da dire che non vi è assoluta certezza sulla morte nel 1694, molti hanno ipotizzato che sia morto qualche anno più tardi e che Saint-Mars lo abbia scambiato con qualcuno dei suoi prigionieri. Mattioli era un diplomatico che conosceva di certo segreti della corona spagnola e francese, oltre a informazioni confidenziali, quindi poteva risultare utile da vivo, se avesse potuto parlare esclusivamente con il carceriere del re di Francia. Tuttavia era anche stato, nonostante lo status diplomatico, arrestato illegalmente e difatti registrato sotto falso nome, in spregio al rispetto della territorialità dei Savoia. Quindi è possibile che Saint-Mars, con l'appoggio del re Luigi XIV, avesse escogitato il sistema della maschera per evitare contestazioni e incidenti diplomatici tra Francia e Spagna (oltre che con i Savoia e i Gonzaga, che erano imparentati con gli Asburgo d'Austria), soprattutto al responsabile di tutto, il ministro dell'esercito Louvois. Era quindi utile mantenerlo in vita perché rivelasse segreti, o per scambiarlo, ma senza che si sapesse dove fosse.
I nomi dati al prigioniero erano diversi, tra cui "monsieur Marchioly", nome che fu inciso sulla tomba nel cimitero della Bastiglia e scritto nell'atto di morte e di inumazione. Il nome e la sua pronuncia francese del cognome "Mattioli" (Mattiolì), ricordano molto quella di "Marchioly" (Marchiolì o Marsciolì). Molti anni dopo la morte del prigioniero Madame de Pompadour, la favorita di Luigi XV, dopo aver letto la storia nel libro di Voltaire domandò al sovrano, in via strettamente personale, chi fosse davvero l'uomo. Il re, che non considerava la faccenda poi così importante, avrebbe questa volta affermato che "era un ministro di un principe italiano", confermando, se così avvenne davvero, l'identificazione di Mattioli con la Maschera di Ferro. Anche Luigi XVI, che invece non conosceva l'identità della maschera, data la mancanza di documenti, fece delle ricerche per soddisfare la curiosità di Maria Antonietta e interrogando uno dei suoi ministri più anziani, Maurepas, ebbe la risposta che la Maschera di Ferro era «... un prigioniero molto pericoloso, a causa della sua intelligenza intrigante e che era legato al duca di Mantova».
Gioca a sfavore di questa ipotesi, il fatto che già nel 1682 il duca di Mantova era stato informato dell'arresto di Mattioli. Il segreto non aveva ragione di essere mantenuto e il prigioniero è stato anche designato con il suo vero nome nella corrispondenza di Louvois e Saint-Mars, che in teoria non era a conoscenza dell'identità della Maschera di Ferro. Mattioli, almeno secondo i documenti, non ha seguito Saint-Mars a Exilles nel 1681, ma è rimasto a Pinerolo fino all'aprile del 1694, quando fu trasferito a Sainte-Marguerite dopo la cessione di Pinerolo ai Savoia. Ciò è dimostrato da una lettera di Saint-Mars all'abate d'Estrades del 25 giugno 1681 («Mattioli sta qui con altri due prigionieri») e diverse lettere di Louvois ai successori di Saint-Mars a Pinerolo, sempre che non fossero depistaggi, per far risultare l'uomo in un altro luogo e confonderlo con Dauger, anche grazie all'espediente della maschera.

#### Giovanni Gonzaga
Un'altra ipotesi condurrebbe a un Giovanni Gonzaga, figlio naturale del duca di Mantova Carlo II di Gonzaga-Nevers. Si sostiene infatti che il prigioniero, coperto da una maschera di velluto nero, incarcerato a Pinerolo nel 1679 e registrato sotto il falso nome non fosse il conte Ercole Antonio Mattioli, bensì il Gonzaga stesso, il quale lo accompagnava con funzioni di segretario e che rimase pure lui rinchiuso.
Tuttavia non risultano figli di Carlo II di nome Giovanni, ma solo un figlio, l'ultimo duca Ferdinando Carlo; un Gonzaga chiamato Giovanni morì a più di 67 anni nel 1679 ed era figlio di Vincenzo I. L'unico Giovanni Gonzaga vivo all'epoca era figlio appunto di Ferdinando Carlo e non di Carlo II. Giovanni era inoltre vivo e in libertà nel 1703, e morirà solo nel 1743.

### Eustache Dauger
Eustache Dauger (o d'Angers o Danger), un valletto o un piccolo gentiluomo, giunto come recluso a Pinerolo nel 1669, l'anno dell'arrivo della Maschera di Ferro. Il prigioniero Dauger, descritto come persona colta e di evidente educazione inglese, forse godeva di alcuni privilegi e a un dato momento fu posto al servizio del Fouquet dopo la morte del domestico La Rivière. L'anno dopo la morte di quest'ultimo seguì, in veste di carcerato, il Saint-Mars prima a Exilles, poi alla fortezza dell'Île de Sainte Marguerite e infine alla Bastiglia. Vi sono ipotesi di "scambio di identità", per cui, ad esempio, il Fouquet non sarebbe veramente morto e lo sarebbe invece il Dauger la cui identità, ufficialmente, fu fatta assumere al Fouquet dal Saint-Mars. A parte questo, Dauger era un prigioniero noto a corte, coinvolto in scandali sessuali e avvelenamenti (quelli che sarebbero di lì a poco esplosi nell'affare dei veleni), ma non aveva grande importanza. Tuttavia Saint-Mars avrebbe usato l'espediente della maschera durante i trasferimenti per "farsi pubblicità" e accreditarsi come il carceriere che custodiva segreti di Stato e prigionieri importanti. Al contempo però non si capirebbe l'insistenza delle direttive di Louvois (almeno fino alla morte del ministro nel 1691), nel caso di un semplice valletto, a meno che non si volesse nascondere che Fouquet era ancora in vita sotto le spoglie di Dauger. 

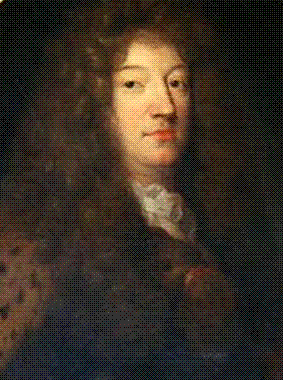
Louis Oger de Cavoye, possibile fratellastro paterno della Maschera di Ferro secondo l'ipotesi Dauger

#### Eustache Oger de Cavoye (presunto fratellastro)
Alcuni studiosi francesi (il primo fu Maurice Duvivier nel 1932), hanno sostenuto che fosse in realtà non un valletto ma che fu scambiato con un quasi omonimo, tale Eustache Oger de Cavoye, un nobile figlio di un moschettiere e maresciallo di Francia morto in guerra nel 1641 (François Oger de Cavoye, o Augier, o Dauger) e di una dama di compagnia della regina madre Anna d'Austria. Questi sarebbe stato un possibile fratellastro del re per via materna. Oger de Cavoye era fratello di un altro gentiluomo di corte e fedelissimo del Re Sole, marchese Louis Oger de Cavoye (nato nel 1640), e fu arrestato forse nel 1669 tramite lettre de cachet (in quell'anno Dauger de Cavoye sarebbe deceduto ufficialmente per alcolismo mentre esiste una lettera d'arresto per Eustache Dauger il valletto); Eustache Oger sarebbe stato in realtà un figlio adulterino di Anna d'Austria, e la sua forte somiglianza (e le sue pretese, a differenza del deferente Louis, di rivelare la propria filiazione) avrebbero imbarazzato il re Luigi XIV: se il segreto riguardante i presunti tradimenti della madre fosse venuto alla luce si sarebbe potuta insinuare l'illegittimità dello stesso Re Sole come figlio di Luigi XIII. Questa gravidanza illegittima sarebbe stata tollerata da Luigi XIII in quanto per lungo tempo non riusciva ad avere figli e non aveva intimità e interesse verso la regina (Luigi XIV fu concepito solo nel 1638, dopo molti anni di matrimonio, seguito dal fratello minore Filippo I di Borbone-Orléans nel 1640). "Dauger" sarebbe stato più o meno coetaneo del re (in quanto nato all'incirca a metà del 1637), avendo circa 66 anni al momento della morte. Comunque, la legittimità di Luigi XIV, almeno come Borbone, è stata in teoria confermata negli anni 2000 confrontando il DNA presunto di Luigi XVI, discendente del Re Sole, con quello della testa mummificata di Enrico IV, nonno di Luigi XIV, testa risultante avere anche un gruppo di cromosomi paterni in comune con i Borbone viventi imparentati o discendenti di Luigi XIV. Il problema è che almeno Louis Oger non poteva essere figlio di Anna, essendo nato quasi contemporaneamente a Filippo. Però anche se Eustache non fosse stato davvero figlio di Anna, anche il solo dichiararsi tale (se lo ha fatto), o anche affermare (a torto, ma senza possibilità di smentita) di essere fratellastro di Luigi in quanto figli entrambi di Oger de Cavoye, poteva insinuare un dubbio e avrebbe macchiato la reputazione del re e della regina madre. Se Luigi XIV è stato quindi dimostrato essere - solo al giorno d'oggi - di discendenza borbonica (quindi né figlio di Richelieu o Mazzarino, come si vociferava al tempo, né di Oger), il pensiero che fosse figlio di François Oger de Cavoye poteva però sussistere all'epoca e alimentare voci e sospetti, vista la sua nascita tardiva e anomala. Nel caso il re fosse stato considerato illegittimo, con tanto di "fratellastro" ad affermarlo, ciò poteva almeno fornire argomenti ai nemici stranieri (che riportavano queste storie nella loro propaganda) e di rivendicazione al trono al fratello Filippo, il quale era stato al tempo della sua nascita già prediletto da Luigi XIII, che probabilmente nutriva sospetti sulla paternità del primogenito, concepito in una notte di temporale in cui si era rifugiato negli appartamenti della regina. Luigi XIV, volendo sbarazzarsi di un presunto fratellastro (in questo caso l'ipotesi di Voltaire sull'identità sarebbe corretta o vicina alla verità) ma non volendo farlo uccidere, al contempo si sentiva in pericolo lasciandolo in libertà e a volto scoperto, decidendo quindi per un arresto e la segretezza totale sulla motivazione. Ancora vivo era anche l'eco della Fronda nobiliare e di quella parlamentare e delle ribellioni di Gastone d'Orléans, zio del re.
A tal proposito si ricorda che, a differenza di Luigi XV (al corrente dei fatti, ma che probabilmente - seguendo questa pista - li considerava solo dicerie) e Luigi XVI, che consideravano l'identità della Maschera di poca o relativa importanza (posto che la presunta identificazione con Mattioli riferita alla Pompadour da Luigi XV e da Maurepas al successore), dopo la rivoluzione Luigi XVIII avrebbe affermato invece che il segreto di Stato proteggeva l'onore del suo antenato ("si tratta dell'onore del nostro avo"), e ciò spiegherebbe anche la reticenza di Chamillart (riportata da Voltaire), fedele al defunto Re Sole e vincolato da giuramento, di parlare dell'identità dell'uomo anche in fin di vita nel 1721, per non indebolire la sovranità del giovanissimo Luigi XV (ultimo della discendenza primogenita in quel momento) in favore del cugino reggente Filippo II d'Orléans e della sua discendenza. Riguardo a Luigi XVIII, si ricordano gli avvenimenti rivoluzionari riguardanti Luigi Filippo II d'Orléans (padre del re Luigi Filippo e che in contrasto con il cugino Luigi XVI ne votò la ghigliottina nel 1793) e la contesa dinastica tra i Borbone-Francia discendenti da Luigi XIV e i Borbone-Orléans discendenti del fratello Filippo.

### Vivien de Bulonde
Ricerche condotte dal crittografo militare Etienne Bazières alla fine del XIX secolo hanno individuato un'ipotesi alternativa riguardo all'identità di questo personaggio, lasciando tuttavia parecchi dubbi. Essa era protetta nei documenti dell'archivio di Luigi XIV dalla cifratura, detta Gran Cifra, inventata da Antoine e Bonaventure Rossignol. La decrittazione di una lettera del Louvois, segretario di Stato alla Guerra di Luigi XIV, datata 8 luglio 1691 e diretta al maresciallo Catinat, avrebbe consentito l'identificazione del prigioniero misterioso custodito per un certo tempo a Pinerolo.
Si sarebbe trattato di Vivien de Bulonde, generale incaricato della conquista di Cuneo durante la guerra della Grande Alleanza. Costui, all'arrivo delle truppe austriache, si era fatto prendere dal panico e aveva interrotto l'assedio della cittadina piemontese, ritirandosi e abbandonando in loco munizioni e feriti. Per questo fu condannato alla reclusione e a non mostrare più il proprio volto, a motivo della sua colpa, molto infamante per un militare. 
(Louvois)
Bazières traduce la cifra 330 309 con "maschera chiusa".
Non vi sono tuttavia certezze sulla reale corrispondenza dell'identificazione così effettuata alla realtà e questo in base a due considerazioni, ossia che il rango del personaggio identificato non era tale da giustificare misure così complesse per la sua incarcerazione e conservazione in vita, e che, se si fosse trattato invece di un personaggio di altissimo livello, non è improbabile che al fine di celarne l'identità anche ai posteri si fosse cercato di creare una falsa pista ad opera dello spionaggio reale.
Occorre inoltre osservare che alla data della lettera del Louvois al Catinat (1691) la Maschera di Ferro non si trovava già più a Pinerolo (dove nella citata lettera il Louvois chiede al Catinat d'incarcerare il Bulonde), da dove era stato trasferito al forte di Exilles nel 1681, che lasciò poi nel 1687 per il castello d'If. Inoltre non si capisce perché cifrare un ordine privo d'interesse "spionistico", visto che si trattava di punire un reato militare noto, così come ci si chiede il motivo per il quale sottoporre a segreto tale provvedimento, più che legittimo in questi casi anche a quel tempo, la cui causa era nota a tutti gli ufficiali e soldati comandati dal generale in questione al momento dello svolgimento dei fatti per cui sarebbe stato punito e perché mai imporgli di celare il volto: quello della vergogna a mostrarsi (solo a carcerieri, a compagni di carcere e a qualche passante) a volto scoperto era semmai un problema del Bulonde, non certo del Louvois e tanto meno di Luigi XIV. Inoltre pare che Bulonde sia effettivamente deceduto nel 1709, e che non andò mai alla Bastiglia o altrove con Saint-Mars.

## Filmografia
Dal romanzo di Dumas sono stati tratti numerosi film:
- Fouquet, l'homme au masque de fer, regia di Camille de Morlhon (1910);
- La maschera di ferro, di Allan Dwan (1929);
- La maschera di ferro, di James Whale (1939);
- Il visconte di Bragelonne, di Fernando Cerchio (1956);
- L'uomo dalla maschera di ferro, di Henri Decoin (1962);
- L'uomo dalla maschera di ferro, di Mike Newell (1977);
- La maschera di ferro, di Randall Wallace (1998).

Altri film liberamente ispirati alla figura della Maschera di Ferro:
- Charlot e la maschera di ferro (The Idle Class, 1921), regia di Charlie Chaplin, con Charlie Chaplin e Edna Purviance, un film comico muto in bianco e nero che riporta l'essenza della vicenda ai giorni nostri;
- La donna della maschera di ferro (Lady in the Iron Mask, 1952), regia di Ralph Murphy;
- La vendetta della maschera di ferro (1961), regia di Francesco De Feo e Henri Decoin;
- Il papero dalla maschera di ferro (Duck in the Iron Mask) (1987), regia di David Block;
- Duck Tales - Avventure di paperi, episodio 56;
- Versailles, serie televisiva, stagione 3.